# مردان سفید نمی‌توانند بپرند
مردان سفید نمی‌توانند بپرند (به انگلیسی: White Men Can't Jump) یک فیلم کمدی ورزشی آمریکایی محصول سال ۱۹۹۲ به نویسندگی و کارگردانی ران شلتون است. در این فیلم وسلی اسنایپس و وودی هرلسون به عنوان بازیگران اصلی این فیلم بازی می‌کنند. این فیلم در ۲۷ مارس ۱۹۹۲ توسط کمپانی فاکس قرن بیستم در ایالات متحده اکران شد. دیگر بازیگران فیلم رزی پرز، تایرا فرل، سیلک کوزارت، کادئم هاردیسون، مارکز جانسون و دوین مارتین می‌باشند.

## بازخوردها

### گیشه
این فیلم در آخر هفته افتتاحیه خود در ۱٫۹۲۳ سالن سینما ۱۴٫۷۱۱٫۱۲۴ دلار فروخت، با مجموع فروش ۷۶٫۲۵۳٫۸۰۶ دلار در ایالات متحده و ۹۰٫۷۵۳٫۸۰۶ دلار در سراسر جهان و شانزدهمین فیلم پرفروش ۱۹۹۲ فیلم بود.

### واکنش انتقادی
در متاکریتیک، این فیلم بر اساس ۲۸ نقد، امتیاز ۶۵ از ۱۰۰ را دریافت کرد که نشان‌دهنده «بررسی‌های عموماً مطلوب» است.

## بازسازی
- مردان سفید نمی‌توانند بپرند (فیلم ۲۰۲۳)[۵]